# میندن هیلز
میندن هیلز (به انگلیسی: Minden Hills) یک منطقهٔ مسکونی در کانادا است که در انتاریو واقع شده‌است.

## خصوصیات
میندن هیلز ۵٬۶۵۵ نفر جمعیت دارد.